# Let All That We Imagine Be the Light
Albums de Garbage
Copy/Paste
(2024)
Singles
1. There's No Future in Optimism
Sortie : 9 avril 2025
2. Get Out My Face AKA Bad Kitty
Sortie : 9 mai 2025

Let All That We Imagine Be the Light est le huitième album studio du groupe Garbage sorti le 30 mai 2025.
Salué par la critique, notamment anglophone, il est décrit comme un album de rock, engagé, ancré dans son époque,. Face aux crises sociales, au recul des droits fondamentaux et la polarisation politique, le groupe a voulu créer une œuvre contre le fatalisme et la négativité, orientée vers la lumière,,.
Shirley Manson, la chanteuse du groupe, a déclaré:

« (...)Lorsque les choses sont sombres, il est impératif de rechercher les forces de la lumière, du positif et de la beauté dans le monde. C’est presque une question de vie ou de mort. Une stratégie de survie. »

## Singles
Deux singles sont extraits de l'album.
There's No Future in Optimism, sorti le 9 avril 2025, qui a été écrit après le meurtre de George Floyd et les manifestations qui ont suivi aux États-Unis. Il est accompagné d'un clip réalisé par Benjy Kirkman.
Get Out My Face AKA Bad Kitty, sorti le 9 mai 2025, est, selon Shirley Manson, une réponse au recul des droits des femmes aux États-Unis qu'elle qualifie de « guerre absolue menée contre les femmes ».

## Liste des pistes
Toutes les chansons sont écrites et composées par Garbage.
| 1.  | There's No Future in Optimism | 3:20 |
| 2.  | Chinese Fire Horse            | 4:03 |
| 3.  | Hold                          | 4:33 |
| 4.  | Have We Met (The Void)        | 5:11 |
| 5.  | Sisyphus                      | 5:11 |
| 6.  | Radical                       | 4:20 |
| 7.  | Love to Give                  | 4:24 |
| 8.  | Get Out My Face AKA Bad Kitty | 4:36 |
| 9.  | R U Happy Now                 | 3:39 |
| 10. | The Day That I Met God        | 5:59 |

## Musiciens
Garbage
- Shirley Manson : chant, production
- Duke Erikson : claviers, guitare, chœurs, production
- Steve Marker : guitares, chœurs, production
- Butch Vig : claviers, guitares, batterie, chœurs, production

musicien additionnel
- Shruti Kumar : clavier et synthétiseur sur The Day That I Met God

## Classements hebdomadaires
| Classement (2025)                      | Meilleure place |
| -------------------------------------- | --------------- |
| Allemagne (Media Control AG)           | 17              |
| Autriche (Ö3 Austria Top 40)           | 10              |
| Belgique (Flandre Ultratop)            | 80              |
| Belgique (Wallonie Ultratop)           | 17              |
| États-Unis (Billboard Top Album Sales) | 8               |
| France (SNEP)                          | 104             |
| Royaume-Uni (UK Albums Chart)          | 24              |
| Royaume-Uni (UK Independent Chart)     | 1               |
| Suisse (Schweizer Hitparade)           | 24              |